# Ansitz Hörtenberg

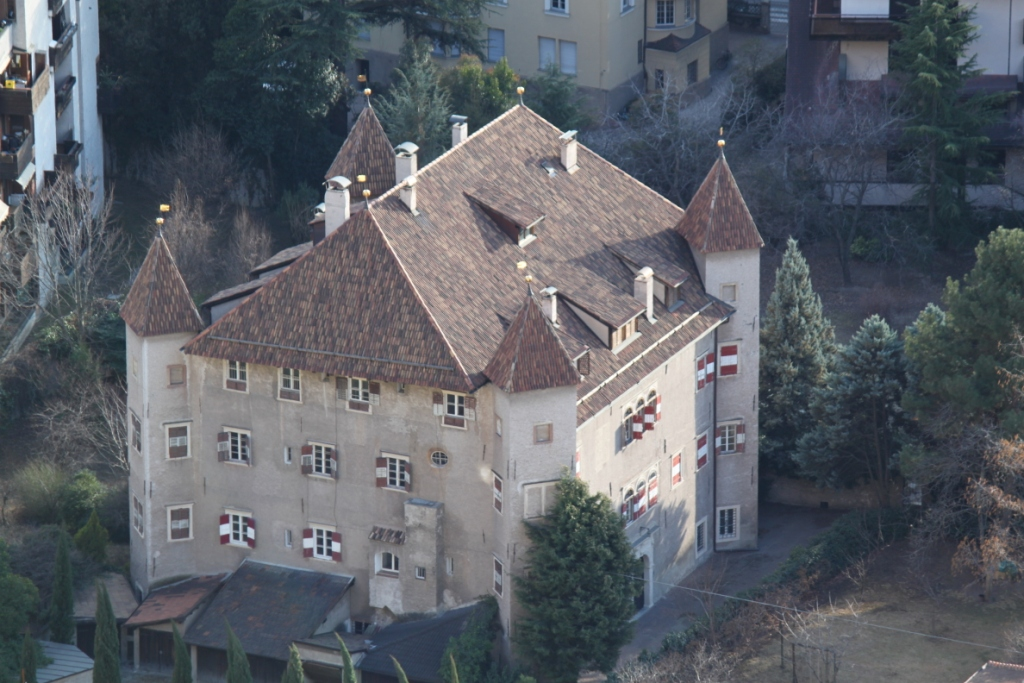
Der Ansitz Hörtenberg von der Oswaldpromenade aus betrachtet

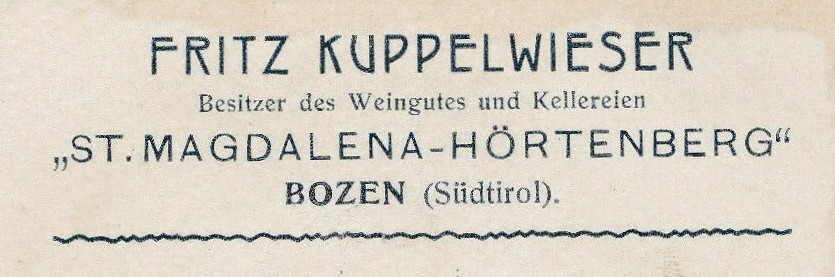
Bozner Weinwerbung von 1904 mit der Bezeichnung St. Magdalena-Hörtenberg

Der Ansitz Hörtenberg ist ein Edelsitz in Bozen und ein typisches Beispiel für den Überetscher Stil. Er befindet sich in der Hörtenbergstraße und steht seit 1951 unter Denkmalschutz. Als Zwölfmalgreien 1849 eine eigenständige Gemeinde wurde, fanden hier die Sitzungen des Gemeindeausschusses statt, da der Hausherr Ferdinand von Giovanelli von 1849 bis 1861 Gemeindevorsteher war.
Das Gebäude war ursprünglich ein einfacher Hof namens Obergassen bzw. Jochimshof im Viertel St. Johann. Als dessen Besitzer erscheint seit 1471 die Familie Hiertmair oder Hörtmair; sie wurde 1487 geadelt und nannte sich seit 1618 mit landesfürstlicher Erlaubnis von und zu Hörtenberg. Ende des 16. Jahrhunderts wurde der Hof Obergassen zum Ansitz in die heutige Form umgebaut. Ab 1682 war das Haus über Jahrhunderte im Besitz der Tiroler Adelsfamilie Giovanelli zu Gerstburg und Hörtenberg.
Der darüber liegende Berghang mit der Oswaldpromenade, dem Schützensteig und dem Hörtenbergkreuz (knapp unterhalb vom Grumer Eck, 1110 m, Gemeinde Ritten) trägt seinen Namen (Hörtenberg) vom Ansitz.
2019 wurde im Ansitz, nach umfassender Restaurierung, der freilich die den Ansitz charakterisierenden rot-weiß-roten Fensterläden zum Opfer fielen, ein Luxushotel eingerichtet.